# Льюїс (округ, Вашингтон)
Шаблон:StateAbbr_ 46°35′ пн. ш. 122°24′ зх. д. / 46.58° пн. ш. 122.4° зх. д.
О́круг Лью́їс (англ. Lewis County) — округ (графство) у штаті Вашингтон, США. Ідентифікатор округу 53041.

## Історія
Округ утворений 1845 року.

## Демографія
За даними перепису 2000 року загальне населення округу становило 68600 осіб, зокрема міського населення було 24465, а сільського — 44135. Серед мешканців округу чоловіків було 34005, а жінок — 34595. В окрузі було 26306 домогосподарств, 18559 родин, які мешкали в 29585 будинках. Середній розмір родини становив 3,02.
Віковий розподіл населення поданий у таблиці:
| Стать    | До 15 років | 15-21 | 22-29 | 30-39 | 40-49 | 50-65 | 65-85 | Понад 85 |
| -------- | ----------- | ----- | ----- | ----- | ----- | ----- | ----- | -------- |
| Чоловіки | 7448        | 3836  | 2834  | 4188  | 5215  | 5806  | 4230  | 448      |
| Жінки    | 7146        | 3335  | 2758  | 4319  | 5199  | 5849  | 5042  | 947      |

## Суміжні округи
- Ґрейс-Гарбор — північ/північний захід
- Тюрстон — північ
- Пірс — північ/північний схід
- Якіма — схід
- Скамейнія — південь/південний схід
- Коуліц — південь
- Вакаєкум — південь/південний захід
- Пасифік — захід

## Виноски
1. ↑  U.S. Decennial Census. United States Census Bureau. Архів оригіналу за 19 липня 2018. Процитовано 7 січня 2014.
2. ↑  Historical Census Browser. University of Virginia Library. Архів оригіналу за 11 серпня 2012. Процитовано 7 січня 2014.
3. ↑  Population of Counties by Decennial Census: 1900 to 1990. United States Census Bureau. Архів оригіналу за 2 лютого 2019. Процитовано 7 січня 2014.
4. ↑  Census 2000 PHC-T-4. Ranking Tables for Counties: 1990 and 2000 (PDF). United States Census Bureau. Архів оригіналу (PDF) за 18 грудня 2014. Процитовано 7 січня 2014.
5. ↑  State & County QuickFacts. United States Census Bureau. Архів оригіналу за 5 липня 2011. Процитовано 7 січня 2014.(англ.) Наведено за англійською вікіпедією.
6. ↑  American FactFinder. Бюро перепису населення США. Архів оригіналу за 26 лютого 2012. Процитовано 31 січня 2008.

| США | Це незавершена стаття з географії США. Ви можете допомогти проєкту, виправивши або дописавши її. |